# آموزگار کلیسا

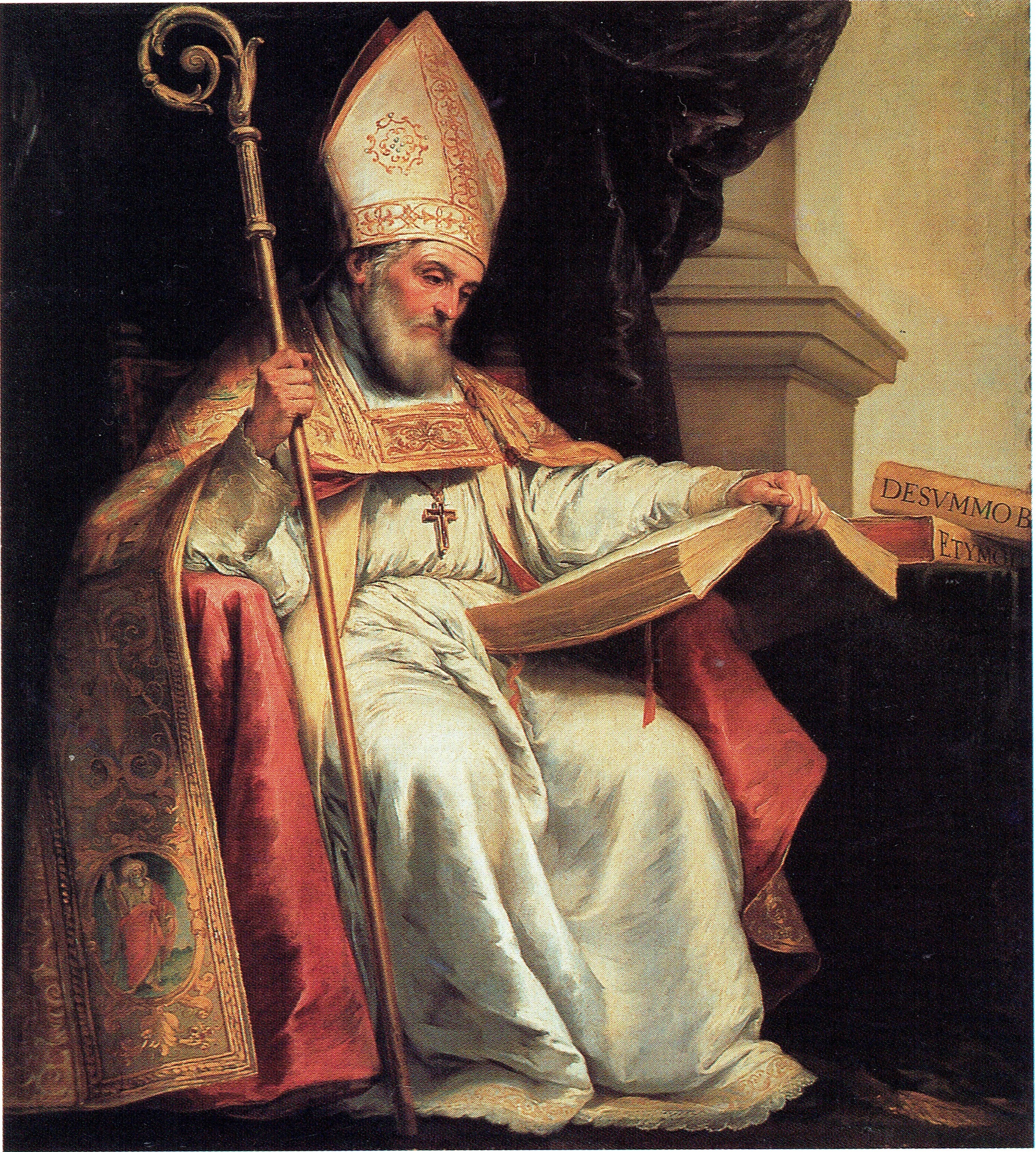
ایزیدور سویل مقدس، یک پزشک کلیسا در سده ۷ام میلادی، اثر بارتولومه استبان موریلو ح. ۱۶۲۸

آموزگار کلیسا (به انگلیسی: Doctor of the Church) عنوانی است که در کلیسای کاتولیک به قدیسینی داده می‌شود که با داشتن ویژگی مهمی به رسمیت شناخته شده‌اند. آموزگار کلیسا در نشر معارف و حکمت الهی مشارکت ویژه‌ای داشته است.